# Elodimyia tricincta
Elodimyia tricincta là một loài ruồi trong họ Tachinidae.